# Timothy Ahearne
Timothy Joseph "Tim" Ahearne (Athea, 18 de agosto de 1885 – Deposit, dezembro de 1968) foi um atleta irlandês especialista no salto triplo. Competiu nos Jogos Olímpicos de Londres, em 1908, e conquistou a medalha de ouro pela Grã Bretanha, representando o Reino Unido da Grã-Bretanha e Irlanda, já que, à época, a Irlanda não era reconhecida como nação independente pela Grã-Bretanha. Seu salto, de 14,92 m, estabeleceu um novo recorde olímpico e mundial.
Em 1909, após os Jogos, conquistou o título irlandês para o salto em altura, salto em distância e 120 jardas c/ barreiras. Emigrou para os Estados Unidos, estabelecendo-se em Nova York, onde se associou ao Irish American Athletic Club, clube de atletismo de onde saíram vários campeões olímpicos norte-americanos de ascendência irlandesa. Nos EUA, ele ficou em segundo lugar no salto triplo nos campeonatos nacionais amadores de 1911, 1913-14 e 1916, perdendo estes títulos exatamente para seu irmão, Dan Ahearne, também emigrado, que se tornou um triplista como ele.
Depois de encerrar a carreira, ele estabeleceu-se numa pequena fazenda no interior do estado de Nova York, onde passou a criar gado de raça premiada.